# Новый Свет (Кемеровская область)
Но́вый Свет — посёлок в Ижморском районе Кемеровской области. Входит в состав Красноярского сельского поселения.

## География
Центральная часть населённого пункта расположена на высоте 219 м над уровнем моря.

## Население
| 2010 |
| ---- |
| 283  |

### Половой состав
По данным Всероссийской переписи населения 2010 года, в посёлке Новый Свет проживало 283 человека (137 мужчин, 146 женщин).